# Aisam-ul-Haq Qureshi
Aisam-ul-Haq Qureshi (Lahore, 17 maart 1980) is een professioneel Pakistaans tennisser. Qureshi heeft achttien ATP-toernooien in het dubbelspel gewonnen. Zijn beste prestatie in een grandslamtoernooi is het bereiken van de dubbelspelfinale op het US Open 2010 samen met Rohan Bopanna. De finale tegen Bob en Mike Bryan werd verloren met 6-7, 6-7. In datzelfde US Open verloor Qureshi samen met Květa Peschke de finale in het gemengd dubbelspel tegen het Amerikaanse duo Bob Bryan/Liezel Huber met 4-6, 4-6.

## Palmares
| Legenda                       | Legenda               |
| ----------------------------- | --------------------- |
| Grand Slam                    |                       |
| Olympische Spelen             |                       |
| tot 2009                      | vanaf 2009            |
| Tennis Masters Cup            | ATP Finals            |
| ATP Masters Series            | ATP Tour Masters 1000 |
| ATP International Series Gold | ATP Tour 500          |
| ATP International Series      | ATP Tour 250          |

### Enkelspel
| Nr.                          | Datum           | Toernooi  | Ondergrond | Tegenstander in finale | Score    |
| ---------------------------- | --------------- | --------- | ---------- | ---------------------- | -------- |
| Gewonnen finales challengers |                 |           |            |                        |          |
| 1.                           | 2 december 2007 | New Delhi | Hardcourt  | Jae-Sung An            | 7-5, 6-4 |

### Dubbelspel
| Nr.                              | Datum             | Toernooi           | Ondergrond    | Partner              | Tegenstander in finale                | Score                  | Details |
| -------------------------------- | ----------------- | ------------------ | ------------- | -------------------- | ------------------------------------- | ---------------------- | ------- |
| Gewonnen finales mannendubbel    |                   |                    |               |                      |                                       |                        |         |
| 1.                               | 7 februari 2010   | ATP Johannesburg   | Hardcourt     | Rohan Bopanna        | Karol Beck Harel Levy                 | 2–6, 6–3, [10–5]       | Details |
| 2.                               | 12 juni 2011      | ATP Halle          | Gras          | Rohan Bopanna        | Robin Haase Milos Raonic              | 7–6(8), 3–6, [11–9]    | Details |
| 3.                               | 2 oktober 2011    | ATP Bangkok        | Hardcourt (i) | Oliver Marach        | Michael Kohlmann Alexander Waske      | 7–6(4), 7–6(5)         | Details |
| 4.                               | 23 oktober 2011   | ATP Stockholm (1)  | Hardcourt (i) | Rohan Bopanna        | Marcelo Melo Bruno Soares             | 6–1, 6–3               | Details |
| 5.                               | 13 november 2011  | ATP Parijs         | Hardcourt (i) | Rohan Bopanna        | Julien Benneteau Nicolas Mahut        | 6-2, 6-4               | Details |
| 6.                               | 5 mei 2012        | ATP Estoril        | Gravel        | Jean-Julien Rojer    | Julian Knowle David Marrero           | 7-5, 7-5               | Details |
| 7.                               | 17 juni 2012      | ATP Halle          | Gras          | Jean-Julien Rojer    | Treat Huey Scott Lipsky               | 6-3, 6-4               | Details |
| 8.                               | 31 maart 2013     | ATP Miami          | Hardcourt     | Jean-Julien Rojer    | Mariusz Fyrstenberg Marcin Matkowski  | 6-4, 6-1               | Details |
| 9.                               | 20 oktober 2013   | ATP Stockholm (2)  | Hardcourt (i) | Jean-Julien Rojer    | Jonas Björkman Robert Lindstedt       | 6–2, 6–2               | Details |
| 10.                              | 1 maart 2014      | ATP Dubai          | Hardcourt     | Rohan Bopanna        | Daniel Nestor Nenad Zimonjić          | 6–4, 6–3               | Details |
| 11.                              | 19 juli 2015      | ATP Newport        | Gras          | Jonathan Marray      | Nicholas Monroe Mate Pavić            | 4-6, 6-3, [10-8]       | Details |
| 12.                              | 14 januari 2017   | ATP Auckland       | Hardcourt     | Marcin Matkowski     | Jonathan Erlich Scott Lipsky          | 1-6, 6-2, [10-3]       | Details |
| 13.                              | 30 april 2017     | ATP Barcelona      | Gravel        | Florin Mergea        | Philipp Petzschner Alexander Peya     | 6-4, 6-3               | Details |
| 14.                              | 30 juni 2017      | ATP Antalya        | Gras          | Robert Lindstedt     | Oliver Marach Mate Pavić              | 7-5, 4-1 opgave        | Details |
| 15.                              | 22 juli 2017      | ATP Newport        | Gras          | Rajeev Ram           | Matt Reid John-Patrick Smith          | 6-4, 4-6, [10-7]       | Details |
| 16.                              | 1 oktober 2017    | ATP Chengdu        | Hardcourt     | Jonathan Erlich      | Marcus Daniell Marcelo Demoliner      | 6-3, 7-6(3)            | Details |
| 17.                              | 14 april 2019     | ATP Houston        | Gravel        | Santiago González    | Ken Skupski Neal Skupski              | 3-6, 6-4, [10-6]       | Details |
| 18.                              | 16 februari 2020  | ATP Uniondale      | Hardcourt (i) | Dominic Inglot       | Steve Johnson Reilly Opelka           | 7-6(5), 7-6(6)         | Details |
| Verloren finales mannendubbel    |                   |                    |               |                      |                                       |                        |         |
| 1.                               | 30 september 2007 | ATP Mumbai         | Hardcourt (i) | Rohan Bopanna        | Robert Lindstedt Jarkko Nieminen      | 6-7(3), 6-7(5)         | Details |
| 2.                               | 13 juli 2008      | ATP Newport        | Gras          | Rohan Bopanna        | Mardy Fish John Isner                 | 4-6, 6-7(1)            | Details |
| 3.                               | 11 april 2010     | ATP Casablanca     | Gravel        | Rohan Bopanna        | Robert Lindstedt Horia Tecău          | 2-6, 6-3, [7-10]       | Details |
| 4.                               | 23 mei 2010       | ATP Nice           | Gravel        | Rohan Bopanna        | Marcelo Melo Bruno Soares             | 6-1, 3-6, [5-10]       | Details |
| 5.                               | 29 augustus 2010  | ATP New Haven      | Hardcourt     | Rohan Bopanna        | Robert Lindstedt Horia Tecău          | 4-6, 5-7               | Details |
| 6.                               | 11 september 2010 | US Open            | Hardcourt     | Rohan Bopanna        | Bob Bryan Mike Bryan                  | 6–7(5), 6–7(4)         | Details |
| 7.                               | 31 oktober 2010   | ATP St. Petersburg | Hardcourt (i) | Rohan Bopanna        | Daniele Bracciali Potito Starace      | 6–7(6), 6–7(5)         | Details |
| 8.                               | 4 november 2012   | ATP Parijs         | Hardcourt (i) | Jean-Julien Rojer    | Mahesh Bhupathi Rohan Bopanna         | 6-7(6), 3-6            | Details |
| 9.                               | 24 februari 2013  | ATP Marseille      | Hardcourt (i) | Jean-Julien Rojer    | Colin Fleming Rohan Bopanna           | 4-6, 6-7(3)            | Details |
| 10.                              | 5 mei 2013        | ATP Oeiras         | Gravel        | Jean-Julien Rojer    | Santiago González Scott Lipsky        | 3-6, 6-4, [7-10]       | Details |
| 11.                              | 11 januari 2014   | ATP Sydney         | Hardcourt     | Rohan Bopanna        | Daniel Nestor Nenad Zimonjić          | 6-7(3), 6-7(3)         | Details |
| 12.                              | 24 mei 2014       | ATP Nice           | Gravel        | Rohan Bopanna        | Martin Kližan Philipp Oswald          | 2-6, 0-6               | Details |
| 13.                              | 28 februari 2015  | ATP Dubai          | Hardcourt     | Nenad Zimonjić       | Daniel Nestor Rohan Bopanna           | 4-6, 1-6               | Details |
| 14.                              | 2 augustus 2015   | ATP Gstaad         | Gravel        | Oliver Marach        | Aliaksandr Bury Denis Istomin         | 6-3, 2-6, [5-10]       | Details |
| 15.                              | 10 april 2016     | ATP Marrakesh      | Gravel        | Marin Draganja       | Guillermo Durán Máximo González       | 2-6, 6-3, [6-10]       | Details |
| 16.                              | 17 juli 2016      | ATP Hamburg        | Gravel        | Daniel Nestor        | Henri Kontinen John Peers             | 5-7, 3-6               | Details |
| 17.                              | 22 oktober 2017   | ATP Stockholm      | Hardcourt (i) | Jean-Julien Rojer    | Oliver Marach Mate Pavić              | 6-3, 6-7(6), [4-10]    | Details |
| 18.                              | 29 april 2018     | ATP Barcelona      | Gravel        | Jean-Julien Rojer    | Feliciano López Marc López            | 6-7(5), 4-6            | Details |
| 19.                              | 17 februari 2019  | ATP Uniondale      | Hardcourt (i) | Santiago González    | Kevin Krawietz Andreas Mies           | 4-6, 5-7               | Details |
| 20.                              | 9 februari 2020   | ATP Montpellier    | Hardcourt (i) | Dominic Inglot       | Nikola Čačić Mate Pavić               | 4-6, 7-6(4), [4-10]    | Details |
| 21.                              | 29 mei 2021       | ATP Parma          | Gravel        | Oliver Marach        | Simone Bolelli Máximo González        | 3-6, 3-6               | Details |
| 22.                              | 13 november 2021  | ATP Stockholm      | Hardcourt (i) | Jean-Julien Rojer    | Santiago González Andrés Molteni      | 2-6, 2-6               | Details |
| 23.                              | 9 januari 2022    | Melbourne          | Hardcourt     | Oleksandr Nedovjesov | Wesley Koolhof Neal Skupski           | 4-6, 4-6               | Details |
| 24.                              | 20 februari 2022  | Delray Beach       | Hardcourt     | Oleksandr Nedovjesov | Marcelo Arévalo Jean-Julien Rojer     | 2-6, 7-6(4), [4-10]    | Details |
| Gewonnen challengers herendubbel |                   |                    |               |                      |                                       |                        |         |
| 1.                               | 6 augustus 2000   | Wrexham            | Hardcourt     | Daniele Bracciali    | Miles MacLagan Andrew Richardson      | 6-4, 6-2               |         |
| 2.                               | 10 december 2000  | Praag              | Gravel        | Kristian Pless       | Ivo Heuberger Ville Liukko            | 6-4, 6-4               |         |
| 3.                               | 7 oktober 2001    | Bukhara            | Hardcourt     | Rogier Wassen        | Alexey Keydruk Alexander Shvec        | 6-2, 6-4               |         |
| 4.                               | 9 december 2001   | Bangkok            | Hardcourt     | Jaroslav Levinský    | Jaymon Crabb Peter Luczak             | 6-3, 6-7(5), 7-6(5)    |         |
| 5.                               | 14 juli 2002      | Bristol            | Gras          | Dejan Petrovic       | Daniele Bracciali Gianluca Pozzi      | 6-3, 6-2               |         |
| 6.                               | 21 juli 2002      | Manchester         | Gras          | Karol Beck           | John Hui Anthony Ross                 | 6-3, 7-6(2)            |         |
| 7.                               | 28 juli 2002      | Hilversum          | Gravel        | Stefano Pescosolido  | John Hui Anthony Ross                 | 7-6(4), 6-0            |         |
| 8.                               | 18 mei 2003       | Fargʻona           | Hardcourt     | Justin Bower         | Alexey Keydruk Orest Tereshchuk       | 3-6, 7-6, 6-4          |         |
| 9.                               | 3 augustus 2003   | Denver             | Hardcourt     | Rohan Bopanna        | Josh Goffi Jason Marshall             | 4-6, 6-3, 6-4          |         |
| 10.                              | 4 april 2004      | Salinas            | Hardcourt     | Federico Browne      | Jose de Armas Eric Nunez              | 6-3, 6-3               |         |
| 11.                              | 4 juli 2004       | Andorra            | Hardcourt     | Gilles Müller        | Santiago González Alejandro Gonzalez  | 6-3, 7-5               |         |
| 12.                              | 14 augustus 2005  | Pamplona           | Hardcourt     | Lovro Zovko          | James Auckland Daniel Kieman          | 2-6, 6-3, 6-4          |         |
| 13.                              | 22 juli 2007      | Manchester         | Gras          | Rohan Bopanna        | Jesse Huta Galung Michael Ryderstedt  | 4-6, 6-3, [10-5]       |         |
| 14.                              | 29 juli 2007      | Nottingham         | Gras          | Rohan Bopanna        | Mustafa Ghouse Josh Goodall           | 6-3, 7-6(5)            |         |
| 15.                              | 5 augustus 2007   | Segovia            | Hardcourt     | Rohan Bopanna        | Michel Kratochvil Gilles Müller       | 7-6(8), 6-3            |         |
| 16.                              | 19 augustus 2007  | Bronx              | Hardcourt     | Rohan Bopanna        | Alberto Francis Phillip King          | 6-3, 2-6, [10-5]       |         |
| 17.                              | 28 oktober 2007   | Barnstaple         | Hardcourt     | Frederik Nielsen     | Jasper Smit Martijn Van Haasteren     | 6-2, 6-7(4), [10-2]    |         |
| 18.                              | 6 juli 2008       | Dublin             | Tapijt        | Prakash Amritraj     | Jonathan Murray Frederik Nielsen      | 6-3, 7-6(6)            |         |
| 19.                              | 3 augustus 2008   | Belo Horizonte     | Hardcourt     | Santiago González    | Daniel Dutra da Silva Calo Zampieri   | 6-3, 7-6(3)            |         |
| 20.                              | 30 november 2008  | Toyota             | Tapijt (i)    | Frederik Nielsen     | Ti Chen Grzegorz Panfil               | 7-5, 6-3               |         |
| 21.                              | 22 maart 2009     | Kyoto              | Tapijt (i)    | Martin Slanar        | Tatsuma Ino Takao Suzuki              | 6-7(7), 7-6(3), [10-6] |         |
| 22.                              | 5 april 2009      | Khorat             | Hardcourt     | Rohan Bopanna        | Sanchai Ratiwatana Sonchat Ratiwatana | 6-3, 6-7(5), [10-5]    |         |
| 23.                              | 15 november 2009  | Aken               | Tapijt (i)    | Rohan Bopanna        | Philipp Marx Igor Zelenay             | 6-4, 7-6(6)            |         |
| 24.                              | 29 november 2009  | Helsinki           | Tapijt (i)    | Rohan Bopanna        | Henri Kontinen Jarkko Nieminen        | 6-2, 7-6(7)            |         |
| 25.                              | 10 mei 2015       | Aix-en-Provence    | Gravel        | Robin Haase          | Nicholas Monroe Artem Sitak           | 6-1, 6-2               |         |
| 26.                              | 20 maart 2016     | Irving             | Hardcourt     | Nicholas Monroe      | Chris Guccione André Sá               | 6-2, 5-7, [10-4]       |         |
| 27.                              | 11 juni 2017      | Surbiton           | Hardcourt     | Marcus Daniell       | Treat Huey Denis Kudla                | 6-3, 7-6               |         |

### Gemengd Dubbelspel
| Nr.                            | Datum            | Toernooi | Ondergrond | Partner       | Tegenstander in finale | Score    | Details |
| ------------------------------ | ---------------- | -------- | ---------- | ------------- | ---------------------- | -------- | ------- |
| Verloren finales gemengddubbel |                  |          |            |               |                        |          |         |
| 1.                             | 9 september 2010 | US Open  | Hardcourt  | Květa Peschke | Liezel Huber Bob Bryan | 4–6, 4–6 | Details |

## Resultaten grote toernooien
| Legenda | Legenda                          |
| ------- | -------------------------------- |
| g.t.    | geen toernooi gehouden           |
| l.c.    | lagere categorie                 |
| –       | niet deelgenomen                 |
| G       | uitgeschakeld in de groepsfase   |
| 1R      | uitgeschakeld in de eerste ronde |
| 2R      | uitgeschakeld in de tweede ronde |
| 3R      | uitgeschakeld in de derde ronde  |
| 4R      | uitgeschakeld in de vierde ronde |
| KF      | uitgeschakeld in de kwartfinale  |
| HF      | uitgeschakeld in de halve finale |
| F       | de finale verloren               |
| W       | het toernooi gewonnen            |
| w-v     | winst/verlies-balans             |

### Dubbelspel
| grandslamtoernooien  |      |      |      |      |      |      |      |      |      |      |    |      |      |      |    |      |      |      |      |      |      |      |
| Australian Open      | –    | –    | –    | –    | –    | –    | –    | –    | 1R   | 3R   | 3R | 3R   | 3R   | 3R   | 1R | 2R   | KF   | 1R   | 1R   | 2R   | 2R   |      |
| Roland Garros        | –    | 1R   | –    | –    | –    | –    | 1R   | –    | 2R   | KF   | HF | 3R   | 2R   | 1R   | 3R | 1R   | 1R   | 1R   | 1R   | 2R   | 1R   |      |
| Wimbledon            | 3R   | 1R   | –    | –    | –    | –    | 2R   | 3R   | KF   | 1R   | 3R | 3R   | 2R   | 2R   | 2R | 3R   | 2R   | 3R   | g.t. | 3R   | 2R   |      |
| US Open              | 2R   | –    | –    | –    | –    | –    | 1R   | 2R   | F    | HF   | HF | KF   | 1R   | 2R   | KF | 1R   | 1R   | 1R   | 1R   | 3R   | 2R   |      |
| ATP Finals           |      |      |      |      |      |      |      |      |      |      |    |      |      |      |    |      |      |      |      |      |      |      |
| ATP Finals           | –    | –    | –    | –    | –    | –    | –    | –    | –    | G    | G  | G    | –    | –    | –  | –    | –    | –    | –    | –    | –    |      |
| ATP Masters 1000     |      |      |      |      |      |      |      |      |      |      |    |      |      |      |    |      |      |      |      |      |      |      |
| Indian Wells         | –    | –    | –    | –    | –    | –    | –    | –    | –    | HF   | 1R | 1R   | 1R   | 1R   | 1R | 2R   | 2R   | –    | g.t. | –    | –    |      |
| Miami                | –    | –    | –    | –    | –    | –    | –    | –    | –    | KF   | 2R | W    | 2R   | –    | 2R | 1R   | 1R   | –    | g.t. | KF   | –    |      |
| Monte Carlo          | –    | –    | –    | –    | –    | –    | –    | –    | –    | HF   | 1R | KF   | KF   | –    | –  | 2R   | 1R   | –    | g.t. | –    | –    |      |
| Madrid               | l.c. | l.c. | l.c. | l.c. | l.c. | l.c. | l.c. | –    | –    | KF   | KF | 2R   | KF   | –    | –  | 1R   | 1R   | –    | g.t. | –    | –    |      |
| Rome                 | –    | –    | –    | –    | –    | –    | –    | –    | –    | –    | 2R | 2R   | 2R   | –    | –  | 2R   | 2R   | –    | 1R   | –    | –    |      |
| Montreal/Toronto     | –    | –    | –    | –    | –    | –    | –    | –    | –    | KF   | KF | KF   | 2R   | –    | –  | 1R   | –    | –    | g.t. | –    | –    |      |
| Cincinnati           | –    | –    | –    | –    | –    | –    | –    | –    | 2R   | KF   | KF | 2R   | 1R   | –    | –  | 1R   | –    | –    | –    | –    | –    |      |
| Shanghai             | l.c. | l.c. | l.c. | l.c. | l.c. | l.c. | l.c. | –    | KF   | 2R   | KF | KF   | 1R   | –    | –  | 2R   | 1R   | –    | g.t. | g.t. | g.t. |      |
| Parijs               | –    | –    | –    | –    | –    | –    | –    | –    | 2R   | W    | F  | KF   | –    | 2R   | KF | 1R   | 2R   | 1R   | –    | 1R   | –    |      |
| olympisch            |      |      |      |      |      |      |      |      |      |      |    |      |      |      |    |      |      |      |      |      |      |      |
| Olympische Spelen    | g.t. | g.t. | –    | g.t. | g.t. | g.t. | –    | g.t. | g.t. | g.t. | –  | g.t. | g.t. | g.t. | –  | g.t. | g.t. | g.t. | g.t. | –    | g.t. | g.t. |
| statistieken         |      |      |      |      |      |      |      |      |      |      |    |      |      |      |    |      |      |      |      |      |      |      |
| totaal aantal titels | 0    | 0    | 0    | 0    | 0    | 0    | 0    | 0    | 1    | 4    | 2  | 2    | 1    | 1    | 0  | 5    | 0    | 0    | 1    | 0    | 0    | 0    |
| eindejaarsranking    | 107  | 172  | 134  | 181  | 380  | 90   | 89   | 59   | 18   | 9    | 14 | 15   | 34   | 37   | 40 | 31   | 47   | 52   | 50   | 50   | 64   |      |

### Gemengd dubbelspel
| grandslamtoernooien |      |      |    |      |      |      |    |      |      |      |      |    |      |
| Australian Open     | –    | 1R   | KF | 1R   | KF   | 1R   | 2R | 1R   | 1R   | –    | –    | –  | KF   |
| Roland Garros       | 2R   | 2R   | 1R | HF   | –    | KF   | 1R | 1R   | 1R   | HF   | g.t. | –  | –    |
| Wimbledon           | 1R   | 2R   | 2R | 3R   | HF   | 1R   | HF | 2R   | 3R   | 3R   | g.t. | 2R | –    |
| US Open             | F    | –    | 1R | 1R   | 2R   | –    | 1R | 2R   | 1R   | –    | g.t. | –  | –    |
| olympisch           |      |      |    |      |      |      |    |      |      |      |      |    |      |
| Olympische Spelen   | g.t. | g.t. | –  | g.t. | g.t. | g.t. | –  | g.t. | g.t. | g.t. | g.t. | –  | g.t. |